# Meurthe-et-Moselle
Meurthe-et-Moselle (54) is een Frans departement.

## Geschiedenis

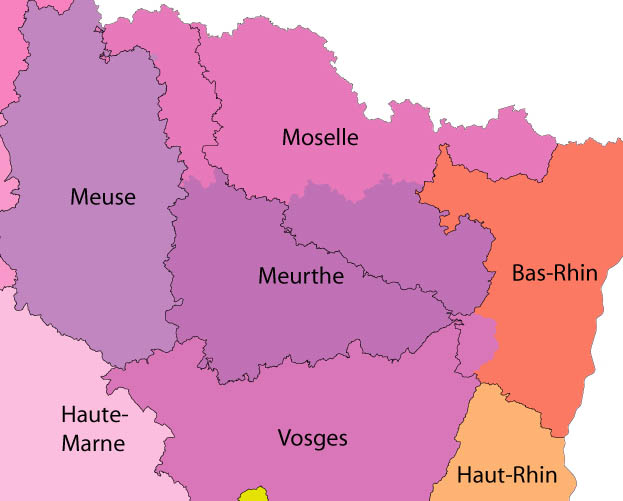
Departemenstgrenswijzigingen naar aanleiding van het Verdrag van Frankfurt.

Het departement werd gecreëerd op 7 september 1871, uitgaande van de gedeelten van Meurthe en Moselle die volgens het Verdrag van Frankfurt aan Frankrijk toebedeeld waren.
Van het voormalige departement Moselle werd het arrondissement Briey samengevoegd met de arrondissementen Lunéville, Nancy en Toul van het voormalige departement Meurthe.
De huidige grens tussen de departementen Meurthe-et-Moselle en Moselle komt precies overeen met de Frans-Duitse grens tussen 1871 en 1919.
Op 7 augustus 1996 werd besloten de gemeente Han-devant-Pierrepont, dat deel uitmaakte van het kanton Spincourt in het arrondissement Verdun van het aangrenzende departement Meuse, toe te voegen aan het departement Meurthe-et-Moselle. Op 1 januari 1997 werd de gemeente onderdeel van het arrondissement Briey.

## Geografie
Meurthe-et-Moselle is omgeven door de departementen Meuse, Vosges, Bas-Rhin en Moselle. Het drielandenpunt België–Frankrijk–Luxemburg ligt in het noorden. Vanzelfsprekend grenst het departement aan Luxemburg en België. Het departement behoort tot de regio Grand Est.

## Demografie
De inwoners van Meurthe-et-Moselle heten Meurthe-et-Mosellans.

### Demografische evolutie sinds 1962
| Naam               | Index 1962 | Index 1968 | Index 1975 | Index 1982 | Index 1990 | Index 1999 | Index 2008 | Index 2019 |
| ------------------ | ---------- | ---------- | ---------- | ---------- | ---------- | ---------- | ---------- | ---------- |
| Meurthe-et-Moselle | 100,0      | 104,0      | 106,6      | 105,7      | 105,0      | 105,2      | 107,6      | 108,1      |
| Frankrijk*         | 100,0      | 107,1      | 113,3      | 117,0      | 121,9      | 126,0      | 133,8      | 140,1      |

| Naam               | Inw./Km² 1962 | Inw./km² 1968 | Inw./km² 1975 | Inw./km² 1982 | Inw./km² 1990 | Inw./km² 1999 | Inw./km² 2008 | Inw./km² 2015 |
| ------------------ | ------------- | ------------- | ------------- | ------------- | ------------- | ------------- | ------------- | ------------- |
| Meurthe-et-Moselle | 129,3         | 134,5         | 137,8         | 136,7         | 135,7         | 136,1         | 139,1         | 139,9         |
| Frankrijk*         | 84,2          | 90,1          | 95,4          | 98,5          | 102,7         | 106,1         | 112,7         | 119,7         |

Frankrijk* = exclusief overzeese gebieden
Bron: Recensement Populaire INSEE - 1962 tot 1999 population sans doubles comptes, nadien Population Municipale
Op 1 januari 2022 had Meurthe-et-Moselle 732.898 inwoners.

### De 10 grootste gemeenten in het departement
| #  | Gemeente            | Aantal inwoners (2022) |
| -- | ------------------- | ---------------------- |
| 1  | Nancy               | 104.387                |
| 2  | Vandœuvre-lès-Nancy | 29.697                 |
| 3  | Lunéville           | 17.920                 |
| 4  | Toul                | 15.570                 |
| 5  | Longwy              | 15.492                 |
| 6  | Laxou               | 15.126                 |
| 7  | Villers-lès-Nancy   | 14.938                 |
| 8  | Pont-à-Mousson      | 14.383                 |
| 9  | Saint-Max           | 10.100                 |
| 10 | Villerupt           | 10.086                 |

## Afbeeldingen

Place Stanislas, Nancy
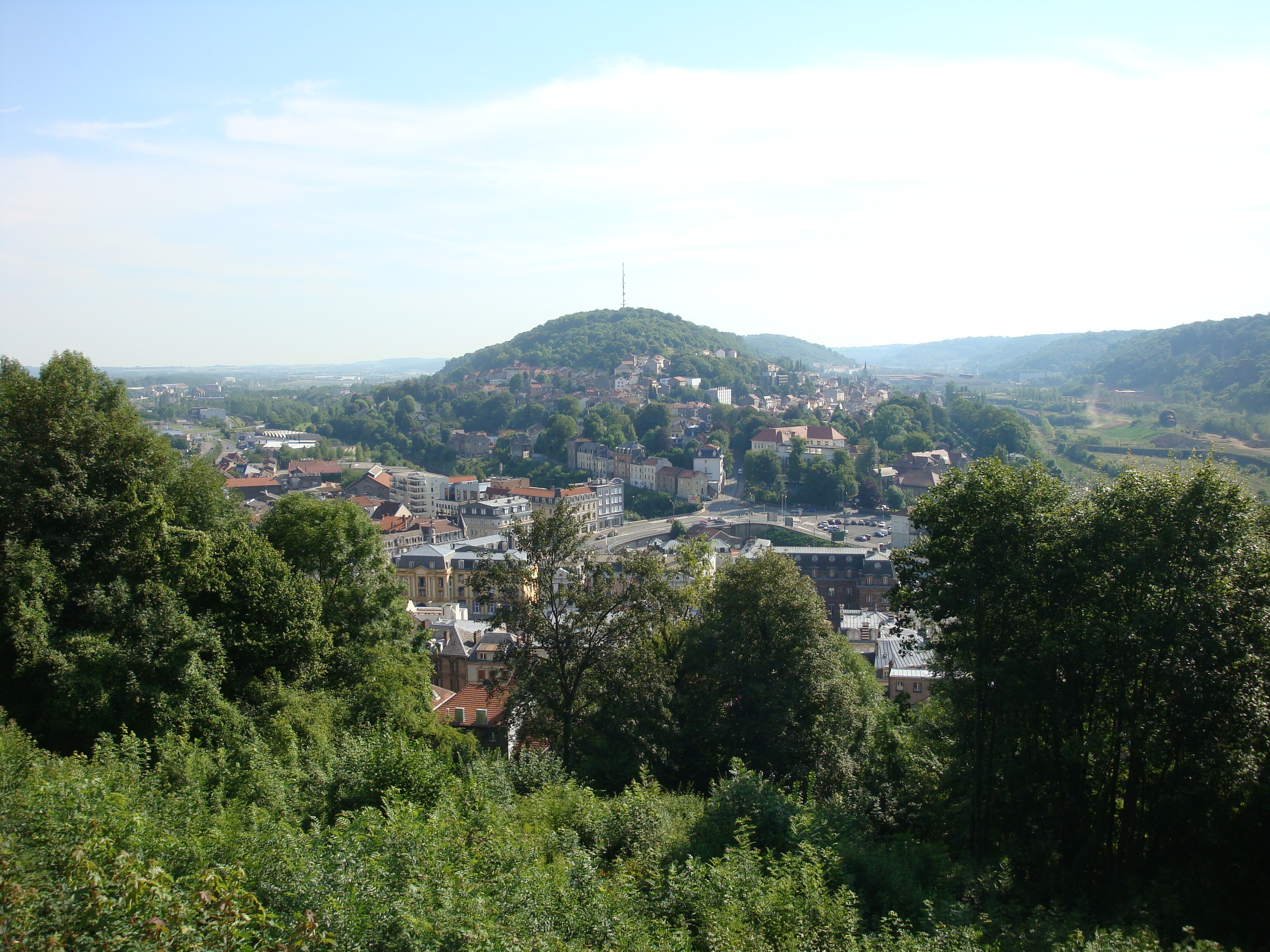
Longwy